# Merochlorops tumidus
Merochlorops tumidus är en tvåvingeart som först beskrevs av Becker 1916.  Merochlorops tumidus ingår i släktet Merochlorops och familjen fritflugor.
Artens utbredningsområde är Taiwan. Inga underarter finns listade i Catalogue of Life.